# Junki Kanayama
Junki Kanayama (jap. 金山 隼樹, Kanayama Junki; * 12. Juni 1988 in der Präfektur Shimane) ist ein japanischer Fußballspieler.

## Karriere
Junki Kanayama erlernte das Fußballspielen in den Jugendmannschaften von Hirata Naka und Sanfrecce Hiroshima sowie in der Universitätsmannschaft der Ritsumeikan-Universität. Seinen ersten Vertrag unterschrieb er 2011 bei V-Varen Nagasaki. Der Verein aus Nagasaki, einer Stadt in der Präfektur Nagasaki, spielte in der dritten Liga des Landes, der Japan Football League. 2012 wurde er mit dem Verein Meister der JFL und stieg in die zweite Liga auf. 2014 wechselte er zu Hokkaido Consadole Sapporo. Mit dem Club aus Sapporo spielte er in der zweiten Liga, der J2 League. Mit Sapporo wurde er 2016 Meister der J2 und stieg in die erste Liga auf. Der Zweitligist Fagiano Okayama aus Okayama nahm ihn Anfang 2018 unter Vertrag. Am Ende der Saison 2024 belegte er mit Okayama den fünften Tabellenplatz und qualifizierte sich somit zu den Aufstiegsspielen zur ersten Liga. Hier konnte man sich im Finale gegen Vegalta Sendai durchsetzen und stieg somit in die erste Liga auf.

## Erfolge
V-Varen Nagasaki
- Japan Football League

Meister: 2012  ▲
Hokkaido Consadole Sapporo
- Japanischer Zweitligameister: 2016  ▲